# Jesse Moss
Jesse Moss (ur. 4 kwietnia 1983 roku w Vancouver, Kanada) – kanadyjski aktor.

## Kariera
Moss najbardziej znany jest z takich filmów jak Oszukać przeznaczenie 3 i Whistler, dla których wygrał nagrodę Leo Award za najlepszą rolę męską. W roku 2009 zagrał w filmie Nieproszeni goście, zaś w 2010 odegrał główną rolę w dramacie Szanowny panie Gacy. Przy boku Katharine Isabelle, Brendana Fletchera i Michaela Shanksa pojawił się w horrorze 13 Eerie (2013).

## Życie prywatne
Ma brata Rory’ego oraz siostrę Tegan.

## Filmografia
- Extraterrestrial (2014)
- 13 Eerie (2013)
- Szanowny panie Gacy (2010)
- Nieproszeni goście (2009)
- Spectucaular! (2009)
- Free Style (2008)
- Ja, mama, tata i on (2008)
- Whistler (2007)
- Tell Me No Lies (2007)
- Oszukać przeznaczenie 3 (2006)
- Zagubiony w Ameryce (2005)
- Zolar (2004)
- Have You Heard? (2004)
- Door to Door (2001)
- Pokolenie P (2001)
- Ucieczka w milczenie (2001)
- Soul Survivor (2000)
- Noah (1988)